# Perseo (F 566)
La fregata Perseo (F 566) era un'unità missilistica, della Marina Militare italiana che faceva parte della classe Lupo.

## Costruzione
Costruita a Riva Trigoso, il suo armamento era costituito da un singolo cannone polivalente da 127/54mm Compatto a prua, un sistema di difesa ravvicinata contraereo affidato a due torrette binate da 40mm a fuoco rapido Breda Dardo, un lanciamissili Sparrow armato con missili Aspide per la difesa aerea a lungo raggio, i missili Otomat, per il combattimento antinave a lungo raggio e infine un armamento antisommergibile e antinave fornito da due lanciasiluri tripli ILAS-3 tipo MK 32 per siluri leggeri, con 12 siluri da 324mm A244.
A poppa era installato un hangar per un elicottero AB-212 ASW.
L'unità ha avuto nel corso degli anni riammodernamenti soprattutto nell'elettronica di bordo, con il nuovo radar di superficie SPS-702 CORA, il raddoppio dei lanciatori per i missili Otomat/Teseo e l'adozione del sistema satellitare SATCOM.
L'unità ha fatto il suo ultimo ammainabandiera il 31 ottobre 2005 nella base della Spezia.

## Servizio
La nave durante il servizio nella Marina Militare ha partecipato a numerose esercitazioni sia nazionali, sia internazionali, oltre a varie missioni internazionali a cui l'Italia ha preso parte.

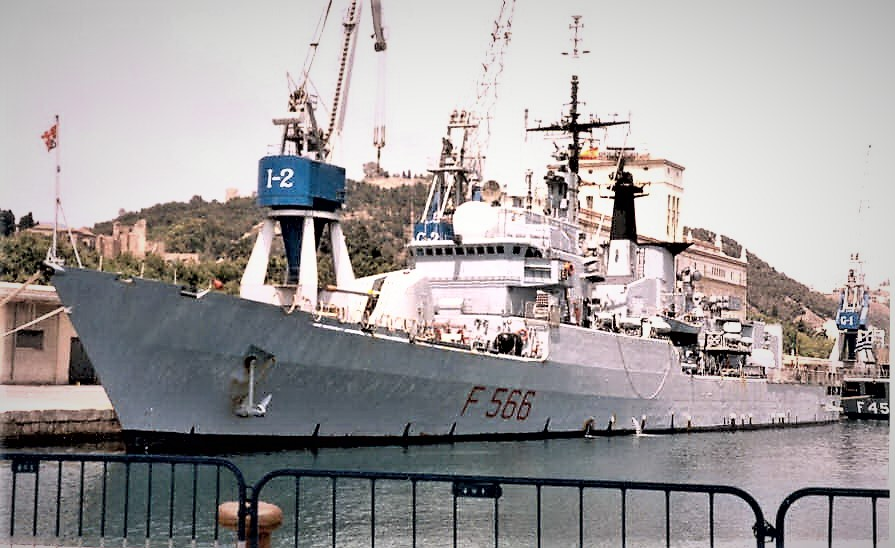
Nave Perseo nel porto spagnolo di Malaga

All'inizio degli anni ottanta la nave ha preso parte, nel settembre 1982, alla missione ITALCON per le operazioni di pace in Libano, nell'ambito della missione ONU UNIFIL. Alla fine del decennio la nave è stata poi impegnata nel Golfo Persico, quando, essendo il conflitto Iran-Iraq in situazione di stallo, Iran ed Iraq estesero le ostilità al traffico marittimo commerciale coinvolgendo anche navi appartenenti a nazioni neutrali; tra queste venne anche coinvolta la motonave italiana Jolly Rubino, attaccata da parte dei Guardiani della rivoluzione iraniani, e la cosa spinse la Marina Militare ad inviare un contingente nell'area, formato da fregate, unità logistiche e cacciamine impegnate in operazioni di scorta al naviglio mercantile e di bonifica da mine navali. Al termine della missione, denominata Golfo 1, la bandiera della Marina Militare venne decorata con la croce di cavaliere dell'Ordine militare d'Italia. Neve Perseo venne impiegata nel XVIII Gruppo navale operando in zona dal 15 ottobre al 7 dicembre 1987.
Nel corso degli anni novanta durante le guerre jugoslave ha preso parte alle operazioni per il controllo dell'embargo nella ex-Jugoslavia prendendo parte tra il 1993 e il 1996 all'Operazione Sharp Fence guidata dall'Unione Europea Occidentale che ha affiancato la contemporanea missione NATO Maritime Monitor e all'Operazione Sharp Guard che a partire dal giugno 1993 ha unificato le due missioni a guida UEO e a guida NATO.
Dal 28 luglio al 10 settembre del 2002 ha fatto parte in ambito NATO di STANAVFORMED.

## Storia
Il nome in precedenza era stato portato da tre unità della Regia Marina.

La precedente nave Perseo della prima guerra mondiale

La prima unità, costruita nel cantiere Thornycroft di Londra era una torpediniera che prestò servizio tra il 1883 ed il 1907.
La seconda unità era una torpediniera varata a Napoli nel 1906 che partecipò alla guerra italo turca inquadrata nella 3ª Squadriglia Torpediniere che operava nelle acque del Basso Egeo. Le unità di questa squadriglia, dopo aver occupato le isole del Dodecaneso catturando i presidi turchi e issandovi la bandiera nazionale, successivamente, al comando del capitano di vascello Enrico Millo, si spinsero per oltre 15 miglia all'interno dello Stretto dei Dardanelli, giungendo fino agli sbarramenti di Costantinopoli e rientrando indenni dopo aver attraversato il fuoco dei turchi. L'azione sollevo un'ondata di grande entusiasmo verso la Marina e i suoi uomini e gli stendardi delle unità partecipanti furono insigniti di medaglia d'oro al valore militare. Dopo aver partecipato a partire dall'autunno del 1915 al salvataggio dell'Esercito Serbo ed aver preso parte allo sbarramento del Canale d'Otranto, affondò il 6 febbraio 1917 nei pressi di Stromboli per una collisione con la torpediniera Astore.

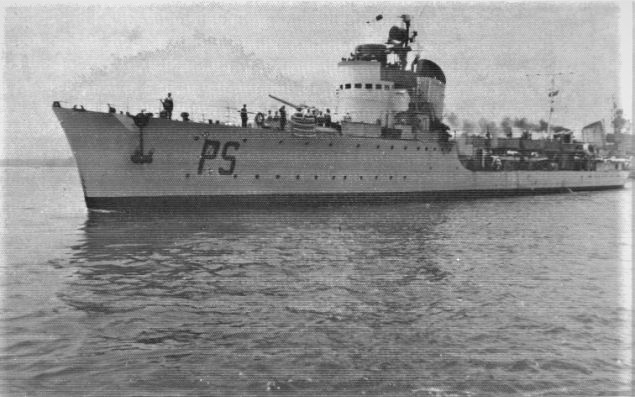
La precedente Nave Perseo della seconda guerra mondiale

La terza unità era una torpediniera facente parte della classe Spica, costruita a Fiume ed entrata in servizio il 1º febbraio 1936 che dopo aver preso parte nel 1937 al controllo del contrabbando di guerra diretto in Spagna, all'inizio del seconda guerra mondiale venne adibita al servizio di scorta dei convogli che erano diretti verso l'Africa Settentrionale effettuando 81 missioni di scorta durante le quali ebbe numerosi contatti con forze aeree e navali avversarie, affondando anche due sommergibili, il Traveller nel golfo di Taranto, il 5 dicembre 1942 ed il P 48 il 22 dello stesso mese. Il Perseo venne affondato nella notte tra il 3 ed il 4 maggio 1943 presso Kelibia lungo le coste della Tunisia mentre era impegnato a difendere una scorta dall'attacco di tre unità della Royal Navy, meritando, per l'eroismo dimostrato dal suo equipaggio la stima dell'avversario e la medaglia d'oro al valor militare alla memoria per il suo comandante, il capitano di corvetta Saverio Marotta.
Tra le azioni svolte nel corso del conflitto la partecipazione nei giorni successivi al 16 aprile 1941 alle operazioni di soccorso dei naufraghi del convoglio «Tarigo», distrutto da una formazione di cacciatorpediniere britannici, azione ne lcorso della quale fu possibile salvare 1248 dei circa 3000 uomini a bordo delle navi affondate.
Il 20 novembre dello stesso anno dopo essere salpata da Napoli per scortare un convoglio diretto in Libia, poco dopo la mezzanotte del 21 novembre lasciò il convoglio per fornire assistenza all'incrociatore Duca degli Abruzzi, gravemente danneggiato da un aerosilurante, scortandolo fino a Messina unitamente all'incrociatore Garibaldi e ad otto cacciatorpediniere.

## BAP Bolognesi (FM-57)
Andato in disarmo il 31 ottobre 2005 il Perseo venne acquistato dal Perù insieme al gemello Sagittario per affiancare le unità che la marina peruviana aveva acquisito tra gli anni settanta e gli anni ottanta e i gemelli Lupo e Orsa che messi in disarmo nel 2003 dalla Marina Militare italiana erano stati anche loro acquistati dal Perù nell'ambito di un programma di potenziamento della propria marina denominato Proyecto Castilla. 

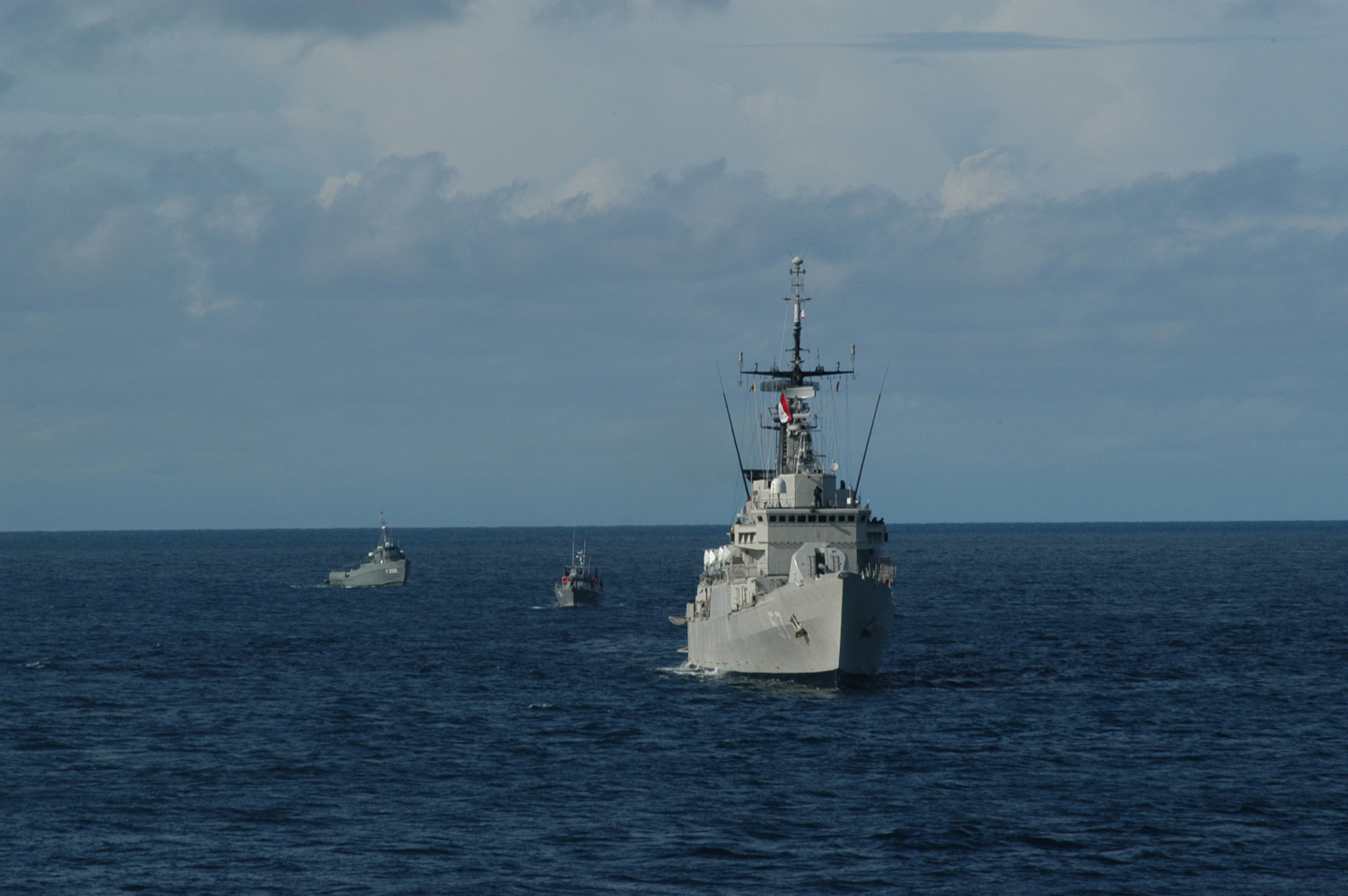
La fregata Bolognesi durante l'esercitazione navale Panamax 2007

Il Perseo passato alla marina peruviana il 23 gennaio 2006, quando il pabellón nacional è stato innalzato per la prima volta a bordo, è stata ribattezzato Bolognesi in onore del colonnello Francisco Bolognesi Cervantes eroe della Guerra del Pacifico, combattuta dal Perù contro il Cile alla fine dell'Ottocento, caduto in combattimento nella battaglia di Arica il 7 giugno 1880.
La nave riammodernata dalla Fincantieri nello stabilimento di Muggiano, al termine dei lavori è partita dal porto della Spezia il 18 luglio 2006 raggiungendo la sua base operativa di El Callao nel Pacifico il 18 agosto successivo.
Nella marina peruviana le unità provenienti dalla Marina Militare Italiana fanno parte della Classe Aguirre, sottoclasse della Classe Carvajal.
Nell'estate del 2007 l'unità ha partecipato all'esercitazione PANAMAX, che viene svolta annualmente allo scopo di poter costituire in breve tempo una forza multinazionale in grado di difendere il traffico marittimo nella zona del Canale di Panama, nel caso di un eventuale minaccia proveniente dal mare, quale potrebbe essere un eventuale attacco terroristico e di favorire la cooperazione militare tra le nazioni partecipanti. Questa forza, il cui comando è affidato alla US Navy è integrata da unità navali degli Stati Uniti e di nazioni dell'America centrale e meridionale.
In precedenza al colonnello Francisco Bolognesi Cervantes erano state intitolate altre tre unità della marina peruviana. La prima unità fu un incrociatore di costruzione britannica che rimase in servizio nella marina peruviana per oltre mezzo secolo, dal 1907 al 1958. La seconda unità fu un incrociatore leggero che i peruviani acquistarono dagli inglesi nel 1959, l'ex incrociatore della Royal Navy HMS Ceylon della classe Crown Colony che aveva partecipato alla seconda guerra mondiale. Entrato in servizio nella marina peruviana ha partecipato ad importanti esercitazioni multinazionali come la UNITAS. Nel 1963, con l'istituzione del Servicio de Aviación Naval l'incrociatore Coronel Bolognesi imbarcò gli elicotteri Bell 47G. Posto in disarmo il 9 giugno 1981, venne radiato il 20 settembre 1982. Nello stesso anno ad essere intitolata a Francisco Bolognesi Cervantes fu un cacciatorpediniere della classe Friesland che, entrato in servizio come HNLMS Overijssel nella marina olandese nel 1957 al suo disarmo venne acquistato dai peruviani e ribattezzato Bolognesi venne contraddistinto dalla matricola  DD-70 restando in servizio fino al 2005.